# Marguerite Henry
Marguerite Henry, née le 13 avril 1902 et morte le 26 novembre 1997, est une romancière américaine de littérature d'enfance et de jeunesse. Elle a écrit 59 ouvrages basés sur des histoires d'animaux, particulièrement de chevaux.